# Église de l'Intercession-de-la-Vierge de Konstantinovsk
L’église de l'Intercession-de-la-Vierge (en russe : Церковь Покрова Пресвятой Богородицы) est une église orthodoxe de Konstantinovsk (oblast de Rostov). Construite de 1907 à 1912 selon le projet de l'architecte Stoudenikine elle fait partie du diocèse de Volgodonsk.

## Histoire
Une église en bois existe déjà dans la stanitsa en 1708 et est détruite par un incendie le 11 juillet 1773. Deux autres églises en bois lui succède, la première construite en 1779, la seconde en 1861. En 1906 la construction d’une église en brique est décidée et les travaux débutent au printemps 1907.
L’église de l'Intercession-de-la-Vierge est inaugurée en 1912 mais à la suite de la révolution russe elle est fermée par le nouveau pouvoir. Dans les années 1930 le bâtiment sert de silo à grain.
Lors de la Seconde Guerre mondiale les Allemands capturent la ville et, dans un premier temps, utilisent le bâtiment comme entrepôt de munitions avant de le restituer aux croyants. Des services sont célébrés dans l’église jusqu’au début des années 1960. L’église est également rénovée à cette époque mais accueille jusque dans les années 1980 une école sportive.
Les services reprennent en 1988 quand l’église est rendue au patriarcat.